# Lando (famiglia)

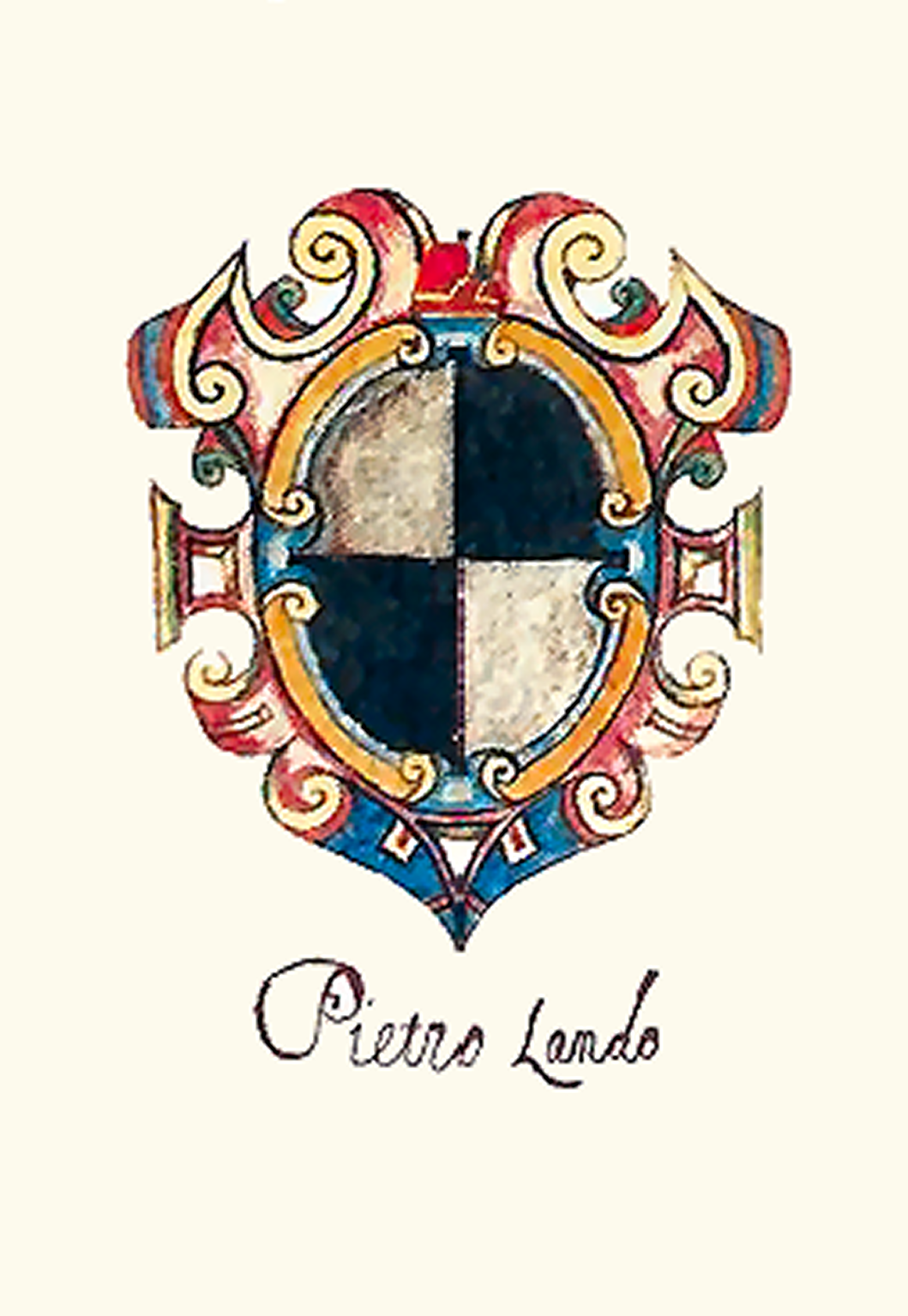
Stemma del doge Pietro Lando.

I Lando (talvolta anche Landi) furono una famiglia patrizia veneziana, annoverata fra le cosiddette Case Nuove. Nella prima metà del secolo XVI diedero alla Repubblica un doge, Pietro Lando.

## Storia

### Origini
La tradizione narra che i Lando provenissero da Altino e che si chiamassero originariamente Mainardi.
Attivi a Venezia fin da tempi remotissimi, i Lando risultano presenti con certezza in seno al Maggior Consiglio a partire dal 1297, anno della celebre serrata. Pare che questa famiglia fosse divisa in diversi rami già in epoca molto antica, ognuna avente un proprio stemma nobiliare, finché, rimasta un'unica linea dinastica ed estintesi le altre, i Lando acquisirono il tradizionale blasone inquartato di nero e d'argento che li ha sempre contraddistinti.

### Lando di Verona
È da ricordare, inoltre, un ramo cadetto del casato, cui fa riferimento lo stemma qui riportato, che sin dal 1486 risultò essere iscritto al Consiglio nobile di Verona. Nel 1792, costoro furono elevati al rango comitale «con un Caratto della Giurisdizione della Podestaria dei Lissini», della quale, avendone fatto acquisto, furono investiti.
Il ramo comitale veronese, al contrario di quello primogenito, sopravvisse alla caduta della Serenissima e ottenne dal Governo imperiale austriaco, nelle persone dei fratelli Silvestro Alessandro Antonio, Anna Maria Alessandra e Giulia Teresa Alessandra di Alessandro, la conferma dell'avita nobiltà con Sovrana Risoluzione del 29 marzo 1823.

### Ascesa
Noti soprattutto per le eccellenti carriere ecclesiastiche di molti membri del casato, i Lando giunsero all'apice della propria potenza nel corso del secolo XVI, con l'elezione di Pietro di Giovanni al trono dogale (1539).

### Estinzione
Il ramo patrizio della famiglia si estinse nel 1734, forse in un Antonio di Giovanni, Procuratore di San Marco. Sua erede universale fu la di lui sorella, andata in sposa nel 1692 a Giovanni di Lorenzo Correr.

## Membri illustri
- Marco Lando († 1426), ecclesiastico, fu vescovo di Castello dal 1418 alla sua morte;
- Francesco Lando († 1427), ecclesiastico, fu cardinale, patriarca di Grado dal 1408 al 1409, patriarca latino di Costantinopoli dal 1409 al 1412 e vescovo di Sabina dal 1424 al 1427, fratello del precedente[1];
- Pietro Lando (1462 - 1545), doge veneziano.

## Architetture
- Corte Lando, Padova
- Chiesa di San Marco di Ca' Lando, Padova